# Bǎlgarovo
Bălgarovo (búlgaro: Българово) é uma cidade da Bulgária, localizada no distrito de Burgas. A sua população era de 1.894 habitantes segundo o censo de 2010.

## População
| Bălgarovo | Bălgarovo | Bălgarovo | Bălgarovo | Bălgarovo | Bălgarovo | Bălgarovo | Bălgarovo | Bălgarovo | Bălgarovo | Bălgarovo | Bălgarovo | Bălgarovo | Bălgarovo | Bălgarovo | Bălgarovo | Bălgarovo | Bălgarovo | Bălgarovo | Bălgarovo |
| --- | --------- | --------- | --------- | --------- | --------- | --------- | --------- | --------- | --------- | --------- | --------- | --------- | --------- | --------- | --------- | --------- | --------- | --------- | --------- |
| Ano | 1887      | 1910      | 1934      | 1946      | 1956      | 1965      | 1975      | 1985      | 1992      | 2001      | 2002      | 2003      | 2004      | 2005      | 2006      | 2007      | 2008      | 2009      | 2010      |
| População |           |           |           | …         | …         | 2,550     | 2,486     | 2,265     | 2,407     | 2,122     | 2,091     | 2,068     | 2,064     | 2,022     | 2,001     | 1,981     | 1,942     | 1,906     | 1,894     |
| Fontes: Instituto Nacional de Estatísticas, „citypopulation.de“, „pop-stat.mashke.org“, Bulgarian Academy of Sciences |           |           |           |           |           |           |           |           |           |           |           |           |           |           |           |           |           |           |           |